# Hippolyte Callier
Hippolyte Alexis Jean Philippe Callier (Gent, 1 maart 1848 - 13 oktober 1925) was een Belgisch advocaat, uitgever, bestuurder en politicus voor de Liberale Partij.

## Levensloop
Callier was een zoon van de hoogleraar en schepen Gustave Callier (1819-1863) en van Stephanie Vandervin. Hij trouwde met Marie Laurent.
In 1869 promoveerde hij tot doctor in de rechten aan de Rijksuniversiteit Gent en werd advocaat aan de Gentse balie, van 1869 tot aan zijn dood. Hij was er stafhouder in 1893-1894. In 1874 was hij medestichter (samen met zijn broer Albert) en hoofdredacteur van La Flandre Libérale, dat een leidinggevend liberaal opinieblad werd.
Van 1879 tot 1882 en van 1888 tot 1892 was hij lid van de Oost-Vlaamse provincieraad. In 1882 werd hij verkozen tot volksvertegenwoordiger voor het arrondissement Gent en dit voor één periode, tot 1886.
Voorts was hij bestuurder in verschillende vennootschappen, waaronder de S.A. des Tramways de Gand, Hauts-Fourneaux de Dudelange, Banque de Gand, Aciéries Réunies de Burbach-Eich-Dudelange en Clouteries et Tréfileries des Flandres. Hij was ook voorzitter van de Raad van het Burgerlijk hospitaal in Gent.